# Смогоржевский, Донат Ефимович
Дона́т Ефи́мович Смогорже́вский (1892 — 28 октября 1920) — герой Первой мировой войны, участник Белого движения, подполковник Корниловской артиллерийской бригады.

## Биография
Сын капитана. Уроженец Екатеринославской губернии. Воспитывался в Михайловском артиллерийском училище, однако курса не окончил.
С началом Первой мировой войны — вольноопределяющийся 52-й артиллерийской бригады. Произведён в прапорщики Главнокомандующим армиями Юго-Западного фронта 18 ноября 1914 года «за отличия в делах против неприятеля». Производство фейерверкера Смогоржевского в прапорщики легкой артиллерии было утверждено Высочайшим приказом от 23 января 1916 года. Произведен в подпоручики 24 июня 1916 года. Пожалован Георгиевским оружием
За то, что в бою 22—23 сентября 1916 года у с. Мечишчув под сильным артиллерийским, ружейным и пулеметным огнем, находясь в цепи наступающей роты, с большим успехом корректировал стрельбу артиллерии, до тех пор, пока не был ранен.
Произведён в поручики 1 июня 1917 года.
С началом Гражданской войны вступил в Добровольческую армию. Участвовал в 1-м Кубанском походе в составе 3-й отдельной батареи. Затем служил во 2-й артиллерийской бригаде ВСЮР и Корниловской артиллерийской бригаде. Был старшим офицером 1-й имени генерала Корнилова батареи. Произведён в штабс-капитаны с 14 декабря 1919 года, в капитаны — в начале 1920 года, а затем и в подполковники. Убит 15 октября 1920 года в бою под Нижним Рогачиком в Северной Таврии. Посмертно награждён орденом Св. Николая Чудотворца. По оценке полковника Гетца, Смогоржевский действительно был «солдат, в ранце которого находился маршальский жезл».

## Награды
- Орден Святой Анны 4-й ст. с надписью «за храбрость» (ВП 31.05.1916)
- Орден Святой Анны 2-й ст. с мечами (ВП 31.05.1916)
- Орден Святого Станислава 3-й ст. с мечами и бантом (ВП 26.01.1917)
- Георгиевское оружие (ПАФ 25.05.1917)
- Орден Святителя Николая Чудотворца (Приказ Главнокомандующего № 500, 31 октября 1921)